# 848 هـ
848 هـ هي سنة في التقويم الهجري امتدت مقابلةً في التقويم الميلادي بين سنتي 1444 و1445.

## أحداث
- وقوع «معركة ڤارنا» بالقرب من مدينة ڤارنا البلغارية الساحلية الواقعة غرب البحر الأسود وانتصار العثمانيين بقيادة السلطان مراد الثاني نصراً ساحقاً على الائتلاف الأوروپي مُنهياً حملة ڤارنا الصليبية.

## مواليد
- ابن الشماع
- الفريد العظيم